# Anton Funtek
Anton Funtek, slovenski pisatelj, pesnik in prevajalec, * 30. oktober 1862, Ljubljana, † 21. oktober 1932, Ljubljana.
Eden izmed naših pesnikov, ki so si prisvojili brez vsakega hrupa, korak za korakom, čudno, kakor na tihem dogovorjeno priznanje, o katerem pa nikomur ne pride na misel, da bi prašal, je li zasluženo ali ne, je A. Funtek. O teh pesnikih se nikdar nihče ne prepira, niti govori, tudi čita jih malokdo; in vendar, kadar navajamo svoje "slavne može", pritaknemo tudi njihova imena, iz navade in skoro nevede, - "ker se tako spodobi"... je dejal Ivan Cankar.

## Življenjepis
Anton Funtek se je rodil 30. oktobra 1862 v Ljubljani.
Po končanih petih razredih realke (1877) in učiteljišču (1881) je kot učitelj nekaj časa služboval v Litiji, nato v Šentvidu pri Stični. Po študiju na dunajskem Tehnološkem muzeju za obrtno šolstvo in izpitu za meščanske šole (1888) je postal strokovni učitelj na obrtni šoli v Ljubljani (1889–1894), nato pa je bil do upokojitve leta 1925,
profesor na ljubljanskem državnem moškem učiteljišču. Funtek je umrl 21. oktobra 1932 v Ljubljani.
Bil je urednik Ljubljanskega zvona (1891–1894), potem Laibacher Zeitung (1895–1918)
in po letu 1918 Uradnega lista Narodne in Deželne vlade SHS v Ljubljani. S pesmimi, prozo, razpravami in gledališkimi ocenami je sodeloval v raznih časopisih (Kres, Ljubljanski zvon, Slovan).

## Delo
Pisal je pesmi, novele, drame in operna besedila. Njegova dramatika se razpenja od naturalističo zasnovane igre z motivi dednosti v delu Iz osvete (1896) prek enodejanke Za hčer (1898) do psihološke drame po Ibsenovem zgledu Tekma (1898) in do socialne utopije Kristalni grad (1920)
.
Kot prevajalec je prevedel Baumbachovega Zlatoroga (1886), Shakespearovega Kralja Leara (1904), Schillerjevo Pesem o zvonu (1905), prvi del Goethejevega Fausta in Hauptmannovega Potopljenega zvona (1923) in druge.
Funtek je prevedel tudi daljšo vrsto znanih opernih tekstov; in sicer: Weberjevega Čarostrelca (1893), Smetanovo Prodano nevesto (1893), Verdijevo Ernani (1897) ter druge operne prevode iz svetovnega železnega repertoarja.

### Literarna dela

#### Epika
- Iz spominov mlade žene (1886)
- Prizori iz otroškega življenja (1886)
- Zabavišče slovenskim otrokom (1887)
- Brata (1889)
- Godec (1889)
- Luči (1891)
- Obrtno spisje (1891)
- Senanus (1892)
- Mladini za kratek čas (1893)
- Iz mladih dni (1895)
- Životopisni obrazi iz vsega obrta, umetnosti in industrije (1895)

#### Dramatika
- Iz osvete (1896)
- Tekma (1898)
- Za hčer (1898)
- Kralj Lear (1904)
- Faust I. (1908)
- Kristalni grad (1920)
- Potopljeni zvon (1924)

#### Libreti
- Teharski plemiči (1890)
- Urh, grof celjski (1893)
- Ksenija (1897)

#### Lirika
- Izbrane pesmi (1894)
- Smrt (1896)